# Riley Reid
Pour les articles homonymes, voir Reid.
Riley Reid, de son nom patronymique Ashley Mathews née le 9 juillet 1991 à Miami Beach en Floride, est une actrice pornographique américaine, qui a commencé sa carrière en 2011.

## Biographie
Reid travaille comme stripteaseuse pendant environ deux mois avant d'entrer dans l'industrie pornographique.
Elle commence sa carrière cinématographique en 2011, à l'âge de 19 ans, dans In The VIP de Reality Kings sous le nom de scène de Paige Riley. Elle est représentée par l'agent Mark Spiegler.
Reid a remporté les prix XBIZ Best New Starlet en 2013 et Interprète féminine de l'année en 2014, faisant d'elle la première artiste à avoir remporté deux prix deux années consécutives,.
Elle remporte également tous les prix XBIZ dans lesquels elle a été nommée en 2014.
Reid réalise sa première scène de sexe interracial dans Mandingo Massacre 6, pour lequel elle remporte un prix AVN. En 2015, elle tourne sa première scène de sodomie et de double pénétration dans Being Riley, pour les studios Tushy.
En 2013, LA Weekly la classe huitième sur leur liste des "10 Pornstars qui pourraient être la prochaine Jenna Jameson". CNBC la place sur sa liste "The Dirty Dozen: Les plus populaires Stars du porno" en 2014 et 2015,.
En outre, Riley Reid est ouvertement bisexuelle[réf. nécessaire].

## Vie privée
Le 27 juin 2021, Ashley Mathews et Pasha Petkuns annoncent sur le réseau social Instagram leur mariage. Un an après, ils annoncent la naissance de leur fille née le 7 juin 2022,.
Dans une interview accordée en 2020, Mathews déconseille publiquement aux gens de se lancer dans l'industrie pornographique : « Souvent, lorsque les gens me demandent s'ils devraient faire du porno, je leur dis "non". Je leur dis que cela rend la vie vraiment difficile, que cela rend les rencontres amoureuses vraiment difficiles, que cela rend la vie de famille vraiment difficile, que cela rend l'intimité difficile. Si vous choisissez de vous exposer et d'être jugé par le monde, vous devez être prêt à affronter l'humiliation chaque jour de votre vie. Récemment, je voulais rendre visite [à mon père] et il a dit que je ne pouvais pas venir parce que sa femme, ma belle-mère, ne voulait pas me voir. Je n'ai plus le droit de rendre visite à mon père parce que ma belle-mère n'aime pas que je fasse du porno. Quand j'ai proposé d'aller prendre un café ou un petit-déjeuner, il m'a répondu : "Je ne veux pas être vu en public avec toi". J'ai perdu ma famille, je ne parle plus à mes frères et sœurs. Je pense qu'ils ont tous essayé de profiter de moi ou qu'ils sont simplement comme mon père, ils ne veulent pas être près de moi,,. »
Dans une vidéo, elle dénonce le cyberharcèlement qui cible sa fille : « Le nombre de personnes qui laissent des commentaires méchants sur mon bébé me rend folle. Grandissez. Arrêtez d'être méchants envers un bébé. »

## Filmographie partielle
Le nom du film est suivi du nom de ses partenaires lors des scènes pornographiques.
- 2011 : Teach Me 2 avec Inari Vachs
- 2011 : Cougars Crave Young Kittens 8 avec Kayla Carrera
- 2012 : Lesbian Seductions 43 avec Magdalene St. Michaels
- 2012 : Revenge of the Petites avec Ashley Jane et Leilani Leeanne
- 2013 : Girl Fever avec Remy LaCroix
- 2013 : The Piano Instructor avec James Denn
- 2013 : Women Seeking Women 98 avec Tanya Tate
- 2014 : Lesbian Adventures: Older Women, Younger Girls 4 avec Sovereign Syre
- 2014 : Lesbian Adventures: Wet Panties Trib 5 avec Raven Rockette
- 2014 : Cheer Squad Sleepovers 11 avec Prinzzess
- 2015 : Me and My Girlfriend 10 avec Eva Lovia
- 2015 : We Live Together 37 avec Dillion Harper
- 2015 : We Live Together 39 avec Malena Morgan et Maddy O'Reilly
- 2015 : We Live Together 41 avec Cassie Lane (scène 2), Shyla Jennings (scène 6)
- 2015 : Women Seeking Women 123 avec Melissa Moore
- 2016 : Mommy Takes a Squirt avec Kendra Lust.
- 2016 : We Live Together 43 avec Dani Daniels
- 2016 : Performers of the Year 2016 avec A.J. Applegate et Anikka Albrite
- 2017 : Performers of the Year 2016 avec Adriana Chechik et Verónica Rodríguez.
- 2017 : Rub, Lick and Suck My Wet Pussy 2 avec Kenna James
- 2017 : Riley Reid and Her Girlfriends (compilation)
- 2018 : Angela Loves Women 4 avec Angela White.
- 2018 : Girlsway Crew avec Chloe Cherry (es) et Kristina Rose
- 2018 : Mom Knows Best 7 avec Jayden Cole.
- 2018 : destroy that cunt avec Mike Blue.

## Distinctions

### Récompenses
- 2012 : NightMoves Award Vainqueur du Best New Starlet
- 2013 : XBIZ Award vainqueur du Best New Starlet[14]
- 2014 : AVN Awards[15]
  - Meilleure scène de sexe homme/femme (Best Boy/Girl Sex Scene) pour Mandingo Massacre 6 (avec Mandingo)
  - Meilleure scène de sexe entre deux filles (Best Girl/Girl Sex Scene) pour Girl Fever (avec Remy LaCroix)
- 2014 : XBIZ Awards[16]
  - Performeuse de l'année (Female Performer of the Year)
  - Meilleure actrice dans une parodie (Best Actress - Parody Release) pour Grease XXX: A Parody (X-Play/Adam & Eve)
  - Meilleure actrice dans un second rôle (Best Supporting Actress) pour The Submission of Emma Marx (New Sensations)
- 2016 : AVN Awards : Performeuse de l'année (Female Performer of the Year)[17]

### Nominations
- 2013 : AVN Award Nommée pour le Best All-Girl Group Sex Scene – Revenge of the Petites (avec Ashley Jane et Leilani Leeane)
- 2013 : AVN Award Nommée pour le Best Boy/Girl Sex Scene – Ultimate Fuck Toy: Riley Reid (Avec Voodoo)
- 2013 : AVN Award Nommée pour le Best New Starlet
- 2013 : AVN Award Nommée pour le Best POV Sex Scene – Ultimate Fuck Toy: Riley Reid (avec Lily Carter et Jules Jordan)
- 2013 : XBIZ Award Nommée pour le Best Actress (Feature Movie) – The Friend Zone
- 2013 : XBIZ Award Nommée pour le Best Actress – (Couples-Themed Release) – The Friend Zone
- 2013 : XBIZ Award Nommée pour le Best Scene – (Feature Movie) – The Friend Zone (avec Tommy Jung Chung)

1. 1 2  (en) Riley Reid sur l'Internet Adult Film Database.
2. ↑  (en-US) « Being Riley Reid - Pornstar Interviews », sur Pornstar Interviews, 2 octobre 2015 (consulté le 13 juin 2016)
3. 1 2  Jessica P. Ogilvie, « 10 Porn Stars Who Could Be the Next Jenna Jameson », sur L.A. Weekly, 26 mars 2013 (consulté le 13 juin 2016)
4. ↑  (en-US) Daniel Miller, « A flashing good time at the XBiz Awards », Los Angeles Times,‎ 5 février 2014 (ISSN 0458-3035, lire en ligne, consulté le 13 juin 2016)
5. 1 2  XBIZ, « 2014 XBIZ Award Winners Announced », sur XBIZ (consulté le 13 juin 2016)
6. ↑  « Riley Reid Talks About Porn Stardom, Anal Sex & 'Being Riley' », sur business.avn.com (consulté le 13 juin 2016)
7. ↑  Chris Morris, « Adult entertainment's top stars (safe for work!) », sur CNBC, 13 janvier 2014 (consulté le 13 juin 2016)
8. ↑  (en) Voir sur thesun.co.uk.
9. ↑  « Riley Reid's Baby Daughter Emma | Riley Reid Pregnant / Baby », sur Know Your Meme (consulté le 8 avril 2024).
10. ↑   [vidéo] « Riley Reid Gives Birth To A Baby Girl | Famous News » (consulté le 8 avril 2024).
11. 1 2  J. C. Robert, « Riley Reid, actrice de films pour adultes, déconseille aux jeunes de se lancer dans cette industrie », sur 7mag.re, L’actualité people et lifestyle à l’île de la Réunion (consulté le 8 avril 2024).
12. ↑  (en) « Riley Reid gets emotional as she shares the personal cost of being an adult star », sur LADbible, 22 mai 2023 (consulté le 8 avril 2024).
13. ↑  (en) « Adult star Riley Reid shares deeply personal warning against careers in porn », sur indy100.com (consulté le 8 avril 2024).
14. ↑  AVN nominees & winners
15. ↑  (en) « AVN Announces the Winners of the 2014 AVN Awards », Adult Video News, 21 janvier 2014
16. ↑  (en) Dan Miller, « 2014 XBIZ Award Winners Announced », sur www.xbiz.com, XBIZ, 25 janvier 2014.
17. ↑  (en) Sharan Street, « AVN Announces the Winners of the 2016 AVN Awards », sur avn.com, Adult Video News, 23 janvier 2016